# Celofan

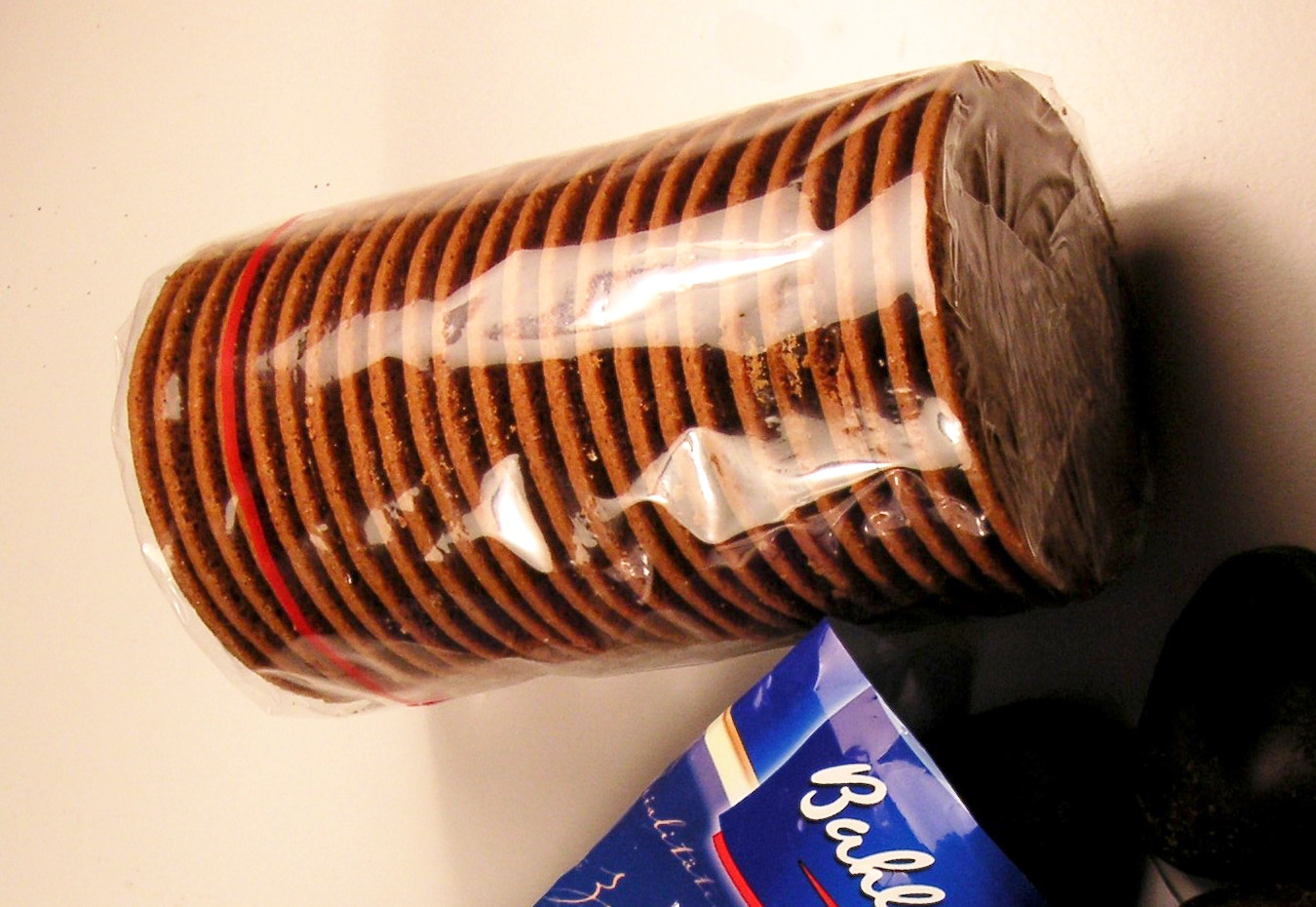
Pungă de celofan imprimată cu inimioare și un celofan învelind biscuiți

Celofan (din franceză cellophane) este un produs chimic obținut din soluție de viscoză sub formă de filme și de foi subțiri transparente, impermeabile, insolubile în apă și în alcool, folosit la ambalaje, pentru clasoarele filatelice etc. 

## Istoric
Celofanul a fost descoperit de către Dr. Jacques Edwin Brandenberer, inginer textilist elvețian, care a venit cu ideea unei foi de ambalaj protectiv și transparent în 1900. Brandenberger a luat loc la un restaurant unde a observat că un client a vărsat o sticlă cu vin pe fața de masă. Chelnerul a înlocuit fața de masă cu una nouă. Brandenberger a hotărât că va descoperi o metodă prin care să aplice un film clar și flexibil hainelor și pânzelor, care să le protejeze de astfel de accidente și să se curețe numai prin ștergere ușoară cu un prosop. El a lucrat la rezolvarea acestei probleme utilizând mai multe materiale, până când a ajuns la o soluție, adăugând viscoză pânzei, dar materialul rezultat era prea dur pentru a fi de vreun folos. Producând folii subțiri, Brandenberger a găsit o altă potențială întrebuințare pentru viscoză. Perfecționarea foliei a luat zece ani, îmbunătățirea cea mai importantă fiind adăugarea glicerinei pentru emolierea materialului. În 1912 a construit un utilaj pentru producția foliei, pe care a denumit-o Cellophane, din cuvintele cellulose și diaphane ("transparent"). Cellophane a fost patentat în acel an.

## Sinteză

Celuloza este tratată cu baze alcaline în mediu de sulfură de carbon pentru a se obține viscoza.

Materia primă în sinteza celofanului este celuloza, mai precis materiale care conțin celuloză: lemn, bumbac, cânepă.  Acestea sunt tratate cu soluții alcaline în mediu de sulfură de carbon, rezultatul fiind viscoza. Urmează extrudarea într-o baie de acid sulfuric diluat sau sulfat de sodiu pentru a reconverti viscoza în celuloză. Aceasta odată obținută este supusă mai multor treceri prin diferite băi: una pentru îndepărtarea sulfului rezidual, alta pentru obținerea filmului de viscoză, ultima baie fiind cea de glicerină. Prin introducerea glicerinei, filmul de viscoză, casant, se transformă în pelicula propriu-zisă de celofan cu  proprietățile cunoscute.